# Frossörtssläktet
Frossörtssläktet (Scutellaria) är ett växtsläkte i familjen kransblommiga växter med 350 arter spridda över hela världen. I Afrika förekommer dock få arter.

## Bildgalleri

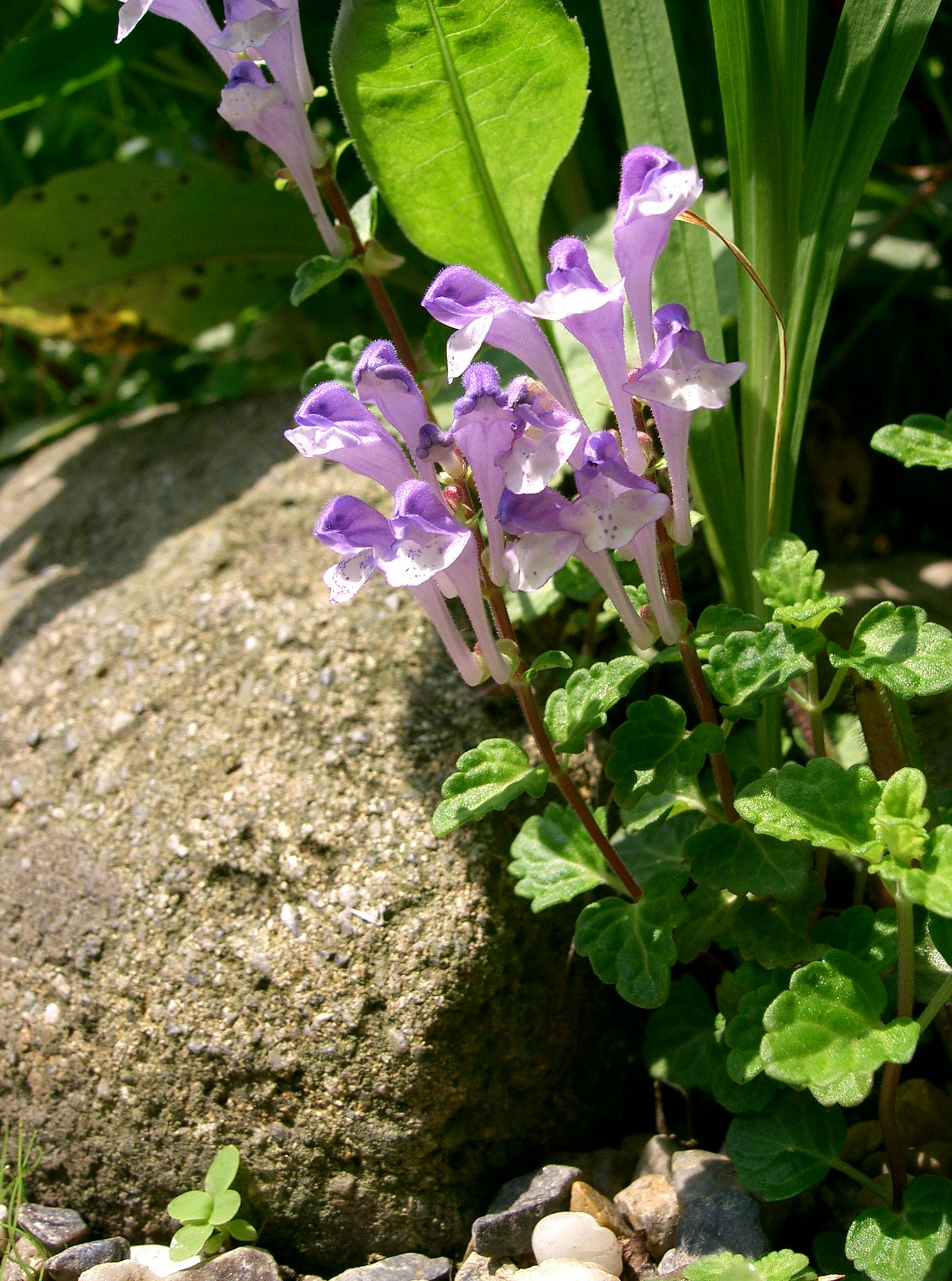
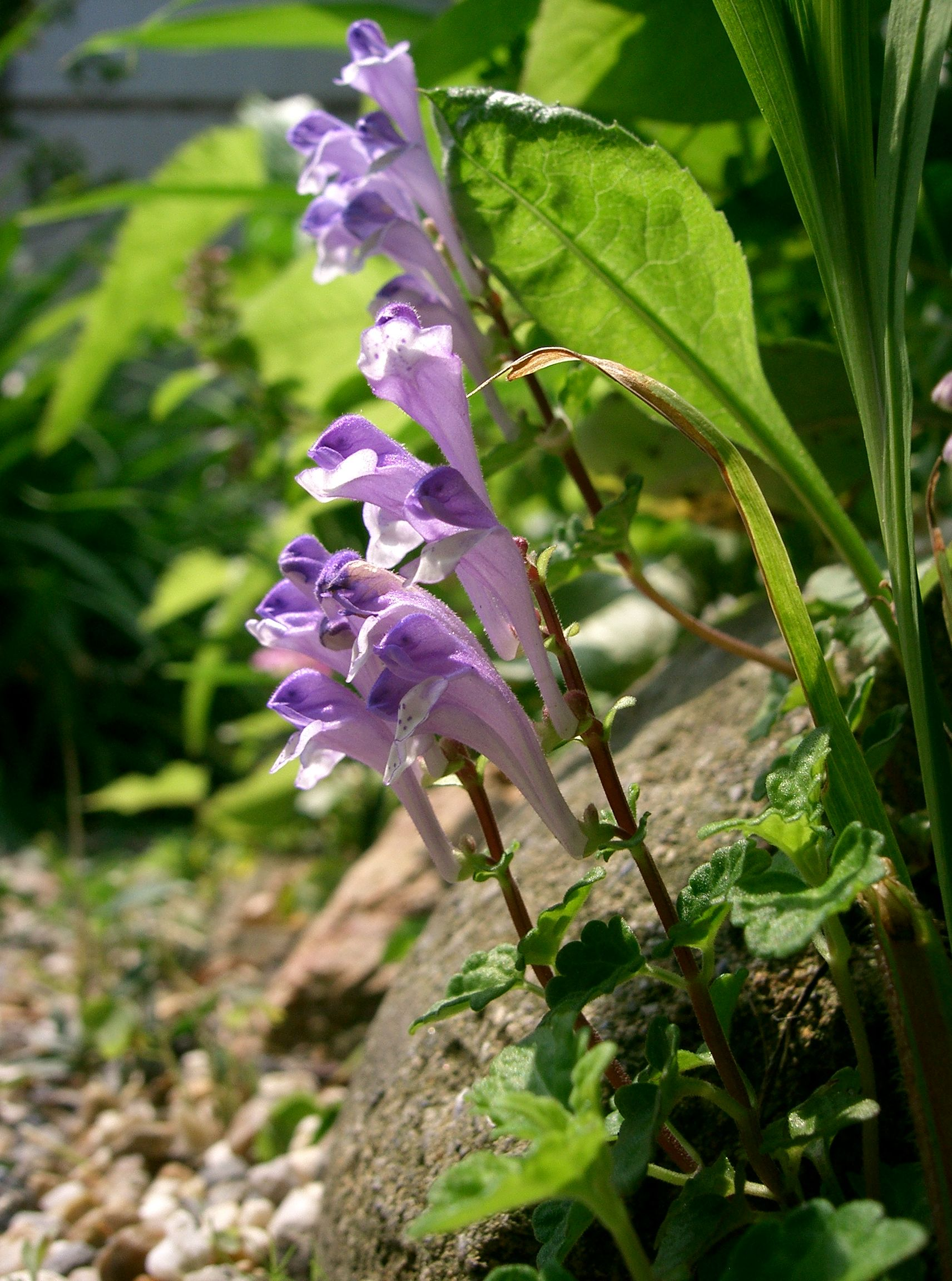
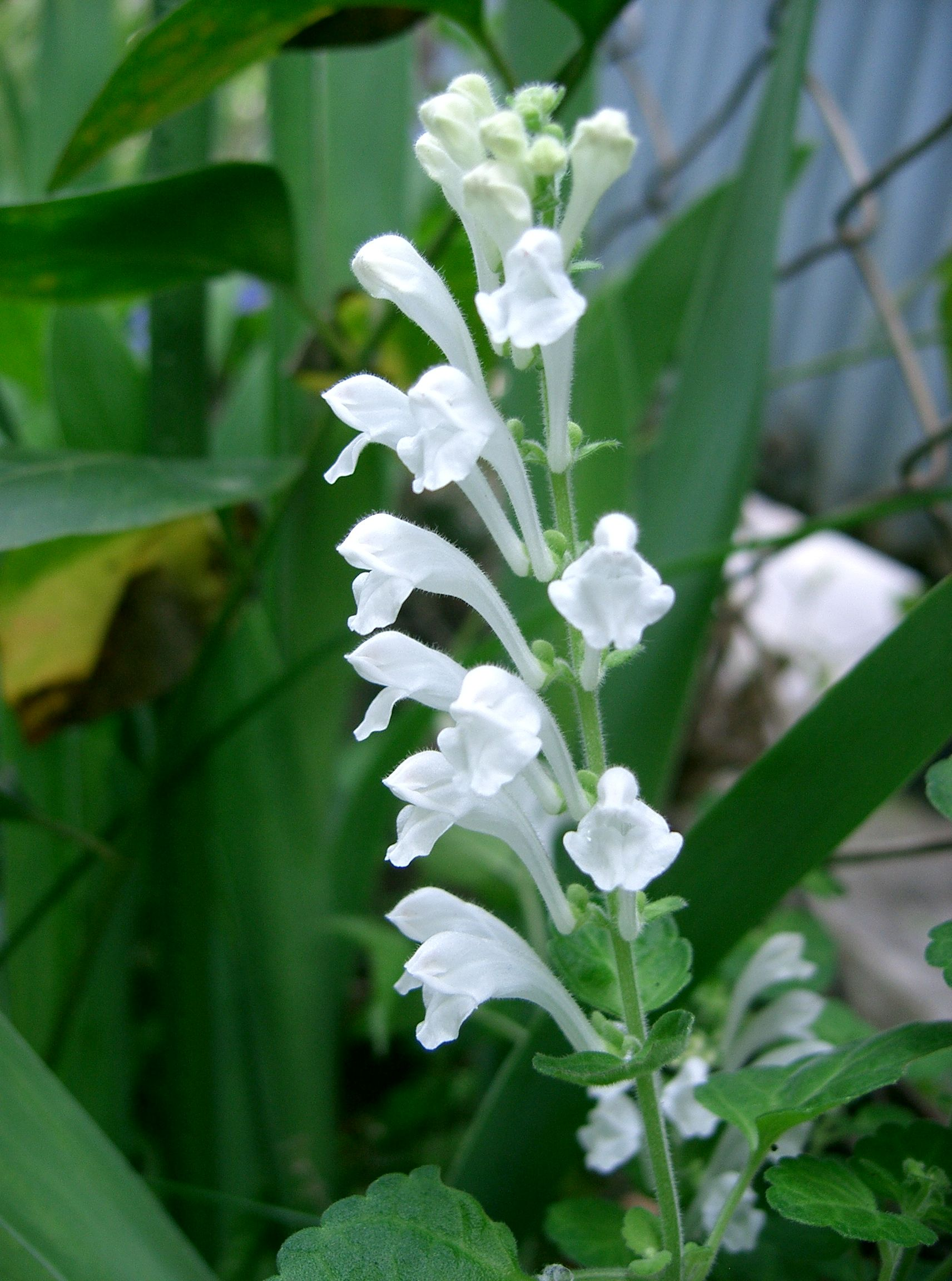
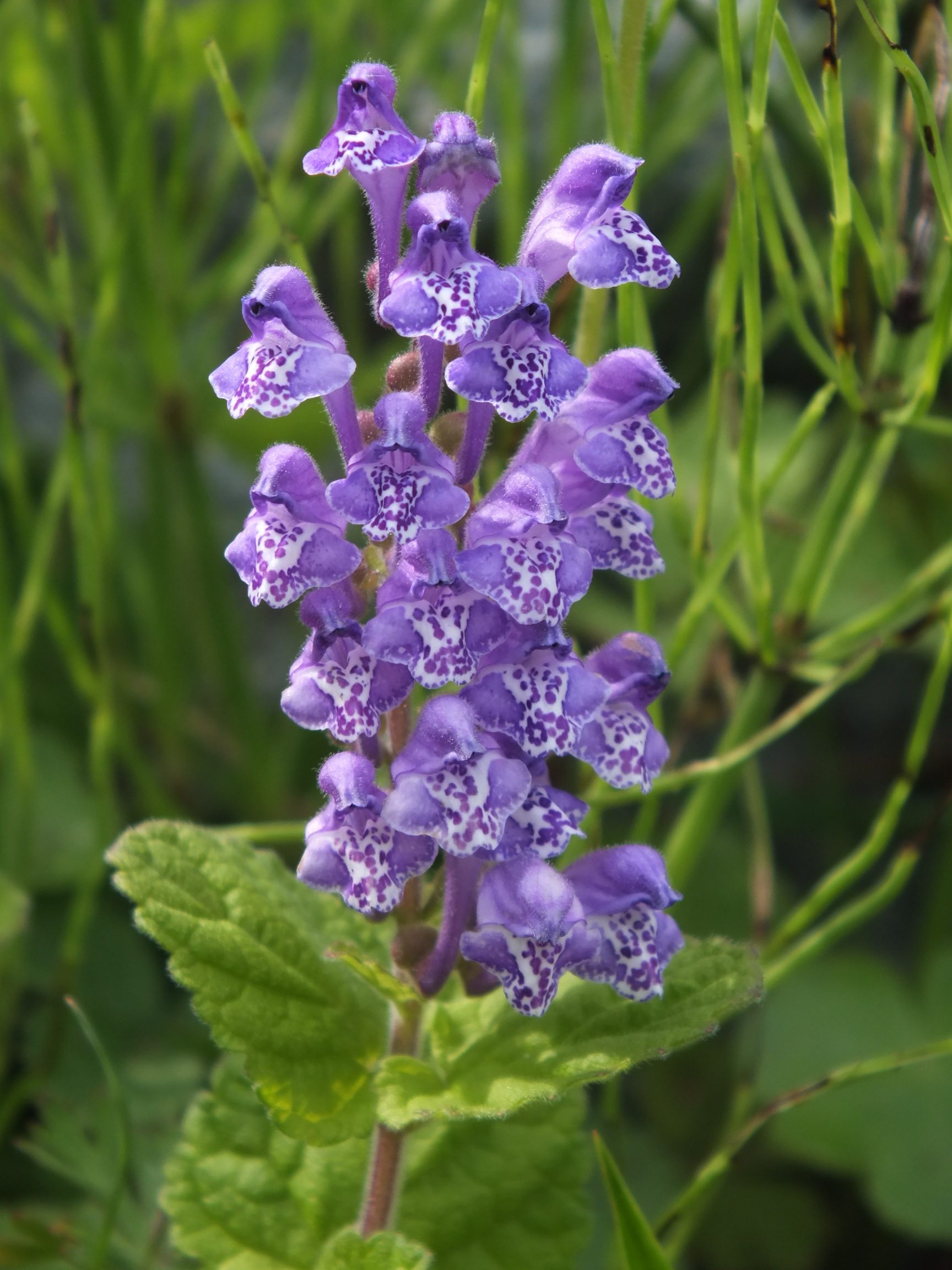
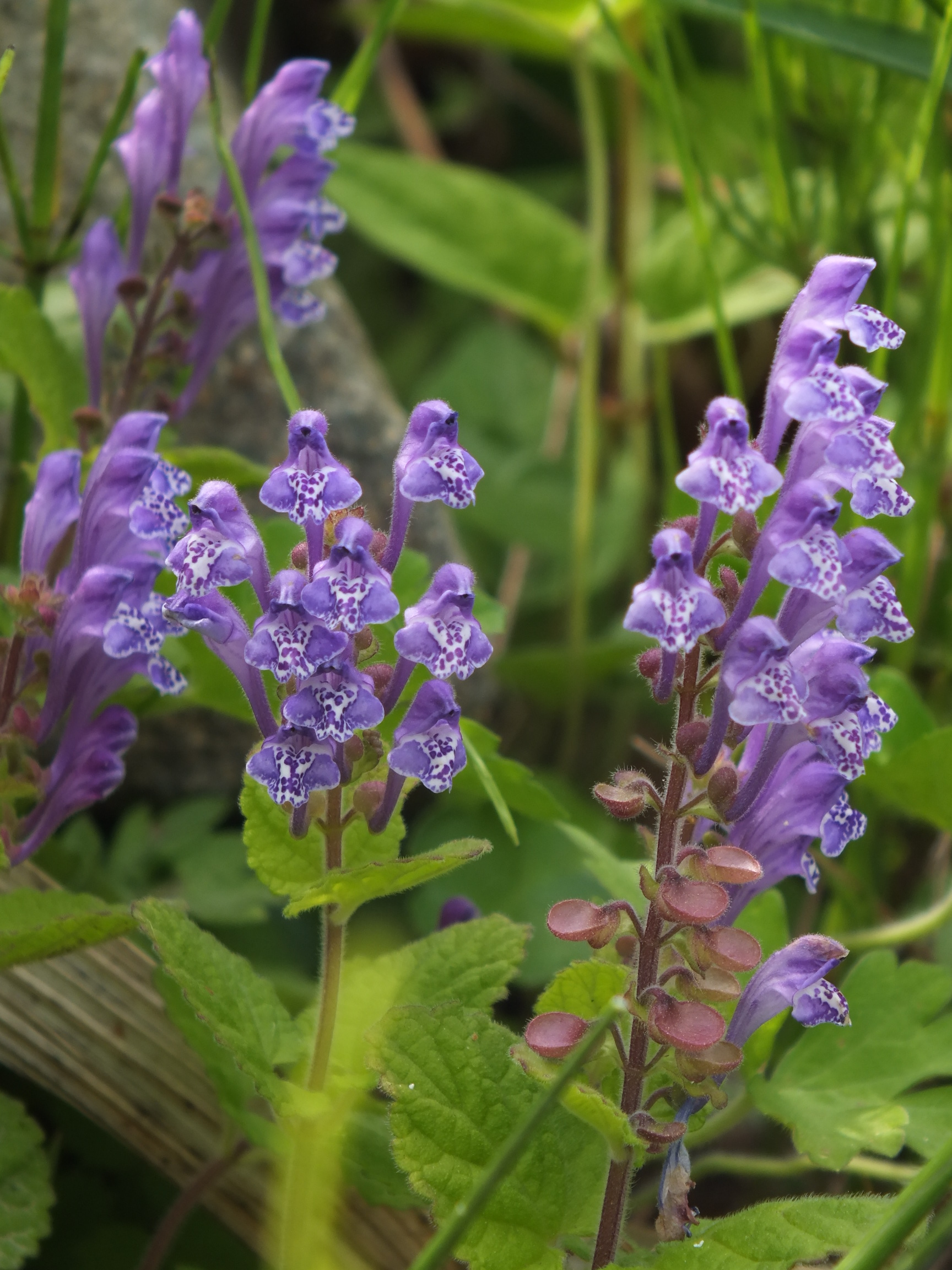
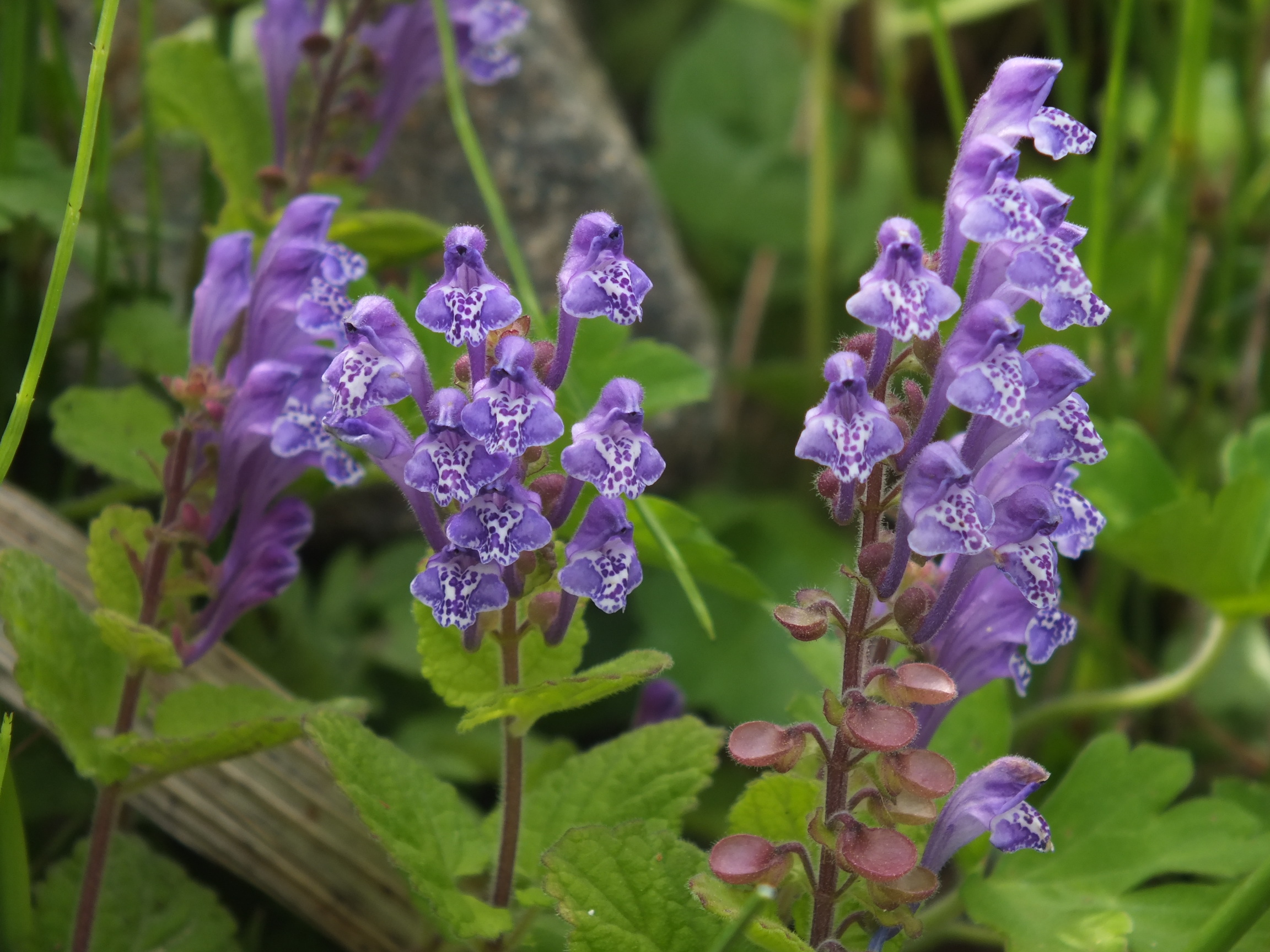

## Dottertaxa till Frossörter, i alfabetisk ordning[1]
- Scutellaria alabamensis
- Scutellaria altamaha
- Scutellaria altissima
- Scutellaria angustifolia
- Scutellaria antirrhinoides
- Scutellaria arenicola
- Scutellaria arguta
- Scutellaria bolanderi
- Scutellaria brittonii
- Scutellaria bushii
- Scutellaria californica
- Scutellaria cardiophylla
- Scutellaria churchilliana
- Scutellaria drummondii
- Scutellaria dumetorum
- Scutellaria elliptica
- Scutellaria floridana
- Scutellaria galericulata
- Scutellaria glabriuscula
- Scutellaria havanensis
- Scutellaria incana
- Scutellaria integrifolia
- Scutellaria laevis
- Scutellaria lateriflora
- Scutellaria mellichampii
- Scutellaria microphylla
- Scutellaria montana
- Scutellaria multiglandulosa
- Scutellaria muriculata
- Scutellaria nana
- Scutellaria nervosa
- Scutellaria ocmulgee
- Scutellaria ovata
- Scutellaria parvula
- Scutellaria potosina
- Scutellaria pseudoserrata
- Scutellaria racemosa
- Scutellaria resinosa
- Scutellaria sapphirina
- Scutellaria saxatilis
- Scutellaria serrata
- Scutellaria siphocampyloides
- Scutellaria texana
- Scutellaria thieretii
- Scutellaria tuberosa
- Scutellaria wrightii